# Llista de districtes de Bengala Occidental
La llista de districtes de Bengala Occidental conté els 19 districtes de Bengala Occidental. Estan agrupats en tres divisions
| Divisió de Burdwan | Divisió de Jalpaiguri | Divisió de la Presidència |
| --- | --- | --- |
| - Districte de Bankura - Districte de Bardhaman - Districte de Birbhum - Districte d'East Midnapore (Purba Medinipur) - Districte d'Hooghly - Districte de Purulia - Districte de West Midnapore (Paschim Medinipur) | - Districte de Cooch Behar - Districte de Darjeeling - Districte de Jalpaiguri - Districte de Malda - Districte de North Dinajpur (Uttar Dinajpur) - Districte de South Dinajpur (Dakshin Dinajpur) | - Districte d'Howrah - Districte de Kolkata - Districte de Murshidabad - Districte de Nadia - Districte de North 24 Parganas (Uttar 24 Parganas) - Districte de South 24 Parganas (Dakshin 24 Parganas) |

## Llista alfabètica
- Districte de Bankura
- Districte de Bardhaman
- Districte de Birbhum
- Districte de Cooch Behar
- Districte de Darjeeling

Districtes

Divisions

- Districte d'East Midnapore (Purba Medinipur)
- Districte d'Hooghly
- Districte d'Howrah
- Districte de Jalpaiguri
- Districte de Kolkata
- Districte de Malda
- Districte de Murshidabad
- Districte de Nadia
- Districte de North Dinajpur (Uttar Dinajpur)
- Districte de North 24 Parganas (Uttar 24 Parganas)
- Districte de Purulia
- Districte de South Dinajpur (Dakshin Dinajpur)
- Districte de South 24 Parganas (Dakshin 24 Parganas)
- Districte de West Midnapore (Paschim Medinipur)

## Nota
1. ↑  «Directory of District, Sub division, Panchayat Samiti/ Block and Gram Panchayats in West Bengal, March 2008». West Bengal.   National Informatics Centre, India, 19-03-2008. [Consulta: 19 novembre 2008].